# Rivière à Michel (rivière Savane)
Pour les articles homonymes, voir Michel et Rivière à Michel.
La rivière à Michel est un affluent de la rivière Savane, coulant dans le territoire non organisé de Mont-Valin, dans la municipalité régionale de comté (MRC) du Fjord-du-Saguenay, dans la région administrative de Saguenay–Lac-Saint-Jean, dans la province de Québec, au Canada. Cette rivière est située dans la partie Nord de la MRC du Fjord-du-Saguenay,.
La foresterie constitue la principale activité économique du secteur ; les activités récréotouristiques sont accessoires considérant l’éloignement géographique et le manque de routes d’accès.
La surface de la rivière à Michel est habituellement gelée de la fin novembre au début avril, toutefois la circulation sécuritaire sur la glace se fait généralement de la mi-décembre à la fin mars.

## Géographie
Les principaux bassins versants voisins de la rivière à Michel sont :
- côté Nord : rivière Savane, rivière du Cran Cassé, rivière Péribonka Est, lac du Cran Cassé, lac aux Deux Décharges, lac du Castor Noir ;
- côté Est : lac à la Croix, lac Plétipi, rivière Falconio, rivière des Montagnes Blanches, lac Pambrun, lac Galibert ;
- côté Sud : lac Benoît, rivière Benoît, rivière Savane, lac Piacouadie, rivière Péribonka, rivière à Michel Nord ;
- côté Ouest : rivière Savane, rivière Courtois, lac Courtois, lac Natipi, rivière Péribonka, rivière Péribonka Est[2].

La rivière à Michel prend sa source à l’embouchure d’un lac non identifié (longueur : 3,1 km ; altitude : 569 m) dans le territoire non organisé de Mont-Valin. L’embouchure de ce lac est située à :
- 6,1 km au Nord-Est du cours de la rivière Modeste ;
- 12,3 km au Nord-Ouest du lac Manouane ;
- 14,1 km au Sud du lac Piacouadie ;
- 21,5 km à l’Ouest du cours de la rivière des Montagnes Blanches ;
- 24,7 km au Nord-Est du cours de la confluence de la rivière Péribonka ;
- 36,7 km au Sud-Est de l’embouchure de la rivière à Michel (confluence avec la rivière Savane) ;
- 30,2 km au Nord-Est de l’embouchure de la rivière Savane (confluence avec la rivière Péribonka)[2],[4].

À partir de sa source, la rivière à Michel coule sur 71,7 km sur un dénivelé de 93 m entièrement en zone forestière, selon les segments suivants :
Cours supérieur de la rivière à Michel (segment de 41,0 km)
- 6,7 km vers le Nord-Ouest, notamment en traversant un petit lac, puis le lac à Michel (longueur : 4,1 m ; altitude : 558 km), jusqu’à son embouchure ;
- 2,7 km vers le Nord-Ouest, notamment en traversant un lac non identifié (longueur : 2,3 m ; altitude : 554 km), jusqu’à son embouchure ;
- 2,3 km vers le Nord-Ouest, jusqu’à la décharge (venant du Nord-Est) de quelques lacs. Note : Ce lac semble être le jumeau d’un lac voisin (côté Ouest) ;
- 9,7 km vers le Nord-Ouest en recueillant la décharge (venant du Sud) de quelques lacs, jusqu’à la décharge (venant du Sud-Est) de quelques lacs non identifiés ;
- 11,0 km vers le Nord-Ouest, en recueillant la décharge (venant du Sud) de quelques lacs et en traversant une zone de marais en fin de segment, jusqu’à la décharge (venant du Nord-Est) de quelques lacs non identifiés ;
- 8,6 km vers le Sud-Ouest en traversant deux zones de marais, en recueillant la décharge (venant du Sud-Est) de quelques lacs, puis vers le Sud-Ouest jusqu’à la rive Est d’un lac non identifié où il passe sur 1,0 km entre une île (longueur : 2,1 km) et la rive Est du lac ;

Cours inférieur de la rivière à Michel (segment de 30,7 km)
- 1,8 km vers le Sud en contournant par l’Ouest une presqu’île rattachée à la rive Est du lac ? (longueur : 7,4 m ; altitude : 530 km), jusqu’à son embouchure. Note : Ce lac comporte deux émissaires, soit le cours principal de la rivière à Michel (sur la rive Est du lac) et la deuxième située au Sud étant située au Sud du lac où le courant descend vers le Sud sur 2,0 km jusqu’à la rive Nord d’un lac lequel est traversé par le cours de la rivière à Michel ;
- 6,2 km vers le Sud-Est en traversant deux zones de marais en début de segment, en formant une courbe vers l’Est, en recueillant deux décharges (venant du Sud) de quelques lacs, puis vers l’Ouest jusqu’à la rive Est d’un lac non identifié ;
- 1,4 km vers le Nord-Ouest, notamment en traversant un plan d’eau (longueur : 1,9 m ; altitude : 522 km), jusqu’à son embouchure. Note : Ce plan d’eau recueille la décharge (venant du Sud) de quelques lacs, ainsi que la décharge (venant du Nord) du lac ? ;
- 4,9 km vers l’Ouest, notamment en traversant un plan d’eau (longueur : 4,0 m formé par un élargissement de la rivière ; altitude : 520 km) sur sa pleine longueur, jusqu’à son embouchure ;
- 2,1 km vers l’Est en formant une courbe vers le Nord et en recueillant la décharge (venant du Nord) d’un lac non identifié, jusqu’à la décharge (venant du Sud) de cinq lacs ;
- 5,9 km vers le Sud-Ouest, puis le Nord-Ouest notamment en traversant un plan d’eau (longueur : 3,6 m formé par un élargissement de la rivière ; altitude : 500 km) sur sa pleine longueur, jusqu’à son embouchure. Note : Ce plan d’eau comporte une île (longueur : 1,1 km ;
- 8,4 km vers le Nord-Ouest en recueillant trois ruisseaux (venant du Nord) et un ruisseau venant du Sud-Est, jusqu’à son embouchure[2].

La rivière à Michel se déverse dans une courbe de rivière sur la rive Est de la rivière Savane. Cette embouchure est située :
- 12,9 km à l’Est du cours de la rivière Péribonka ;
- 24,2 km à l’Ouest du lac Piacouadie ;
- 6,9 km au Sud-Ouest du lac Maricot ;
- 27,9 km au Nord de l’embouchure de la rivière Savane ;
- 6,9 km au Sud-Est d’une baie du lac Natipi ;
- 74,2 km au Nord-Ouest de l’embouchure du lac Onistagane lequel est traversé par la rivière Péribonka ;
- 163,6 km au Nord-Ouest de l’embouchure du lac Péribonka ;
- km au Nord de l’embouchure de la rivière Péribonka (confluence avec le lac Saint-Jean)[2].

À partir de l’embouchure de la rivière à Michel, le courant descend le cours de la rivière Savane sur 43,4 km vers le Sud-Ouest, le cours de la rivière Péribonka sur 436,3 km vers le Sud, traverse le lac Saint-Jean sur 29,3 km vers l’Est, puis emprunte sur 155 km le cours de la rivière Saguenay vers l’Est jusqu'à la hauteur de Tadoussac où il conflue avec le fleuve Saint-Laurent.

## Toponymie
Le terme « Michel » constitue un prénom et un patronyme de famille d’origine française.
Le toponyme de « rivière à Michel » a été officialisé le 5 décembre 1968 à la Banque des noms de lieux de la Commission de toponymie du Québec.